# Arachnophaga
Arachnophaga (лат.) — род мелких паразитических наездников-эвпельмид (Eupelmidae, Eupelminae). Известно около 30 видов. Паразитоиды яиц насекомых.

## Распространение
Встречается в Неарктике, Неотропике, Афротропике, Европе.

## Описание
Мелкие наездники (около 3 мм). В основном желтоватого или темно-коричневого цвета, но некоторые части часто с металлическим зеленоватым блеском, по крайней мере, под определёнными углами освещения. Жвалы трёхзубчатые. Передние крылья макроптерные или брахиптерные. Торулюс, за исключением очень редких случаев, с дорсальным краем на уровне или ниже нижней границы глаз; верхняя часть лица с широким, неглубоким, колоколообразным углублением в форме скробы, не доходящим до переднего простого глазка. Паразитоиды яиц насекомых разных отрядов: чешуекрылые, перепончатокрылые, двукрылые, богомолы и другие.

## Классификация
Известно около 30 видов. Род был впервые выделен в 1896 году по типовому виду Eupelmus piceus Riley. Включён в состав подсемейства Eupelminae. Разделён на несколько подродов: Brasemopsis, Idoleupelmus, Parasolindenia, Shedocremna.
- Arachnophaga abstrusa Gahan, 1943[3]
- Arachnophaga adjunctus (Gahan, 1943)
- Arachnophaga albolinea Gahan, 1934
- Arachnophaga aldrichi Gahan, 1943[3]
- Arachnophaga algirica (Ferrière, 1954)
- Arachnophaga annulicornis (Ashmead, 1896)
- Arachnophaga aptera (Brues, 1907)
- Arachnophaga aureicorpus (Girault, 1916)
- Arachnophaga berlandi (Ferrière, 1954)
- Arachnophaga bouchelyna Gibson, 1995[1]
- Arachnophaga brasiliensis (Ashmead, 1904)
- Arachnophaga californica (Ashmead, 1896)
- Arachnophaga costalis Gahan, 1943[3]
- Arachnophaga entrerriana (De Santis, 1983)
- Arachnophaga eucnemia Gibson, 1995[1]
- Arachnophaga ferruginea Gahan, 1943[3]
- Arachnophaga frontalis Gahan, 1943[3]
- Arachnophaga halysidotae (Brèthes, 1913)
- Arachnophaga hirtibasis Gahan, 1943[3]
- Arachnophaga laticeps (Brues, 1907)
- Arachnophaga longicauda (Ferrière, 1954)
- Arachnophaga longiceps (Brues, 1907)
- Arachnophaga matritensis (Bolivar y Pieltain, 1934)
- Arachnophaga nocua Gahan, 1943[3]
- Arachnophaga opaca Gahan, 1943[3]
- Arachnophaga picardi (Bernard, 1936)
- Arachnophaga picea (Riley, 1892)
- Arachnophaga platycephala (Risbec, 1952)
- Arachnophaga proximus (Costa Lima, 1919)
- Arachnophaga rhadinocnema Gibson, 1995
- Arachnophaga scutata Gahan, 1943[3]
- Arachnophaga semirufa (Gahan, 1927)